# Gabelabusktörnskata
Gabelabusktörnskata (Laniarius amboimensis) är en starkt utrotningshotad fågel i familjen busktörnskator som enbart förekommer i Angola.

## Utseende och läten
Gabelabusktörnskatan är en 20 centimeter lång, skogslevande törnskateliknande fågel. Fjäderdräkten är huvudsakligen svartvit med rostfärgad hjässa. Till skillnad från liknande brunkronad busktörnskata och angolabusktörnskata har den kritvit undersida. Lätena beskrivs i engelsk litteratur som gutturala "waaark" och "whook", mycket lika brunkronad busktörnskata.

## Utbredning och systematik
Fågeln förekommer i västra delen av centrala Angola. Den behandlas som monotypisk, det vill säga att den inte delas in i några underarter. Vissa kategoriserar den som en underart till brunkronad busktörnskata (L. luehderi)

## Status och hot
Gabelabusktörnskatan tros ha en mycket liten världspopulation som understiger 2500 vuxna individer. Den tros också minska i antal till följd av habitatdegradering. IUCN kategoriserar arten som starkt hotad.